# 대한민국 민법 제202조
대한민국 민법 제202조는 점유자의 회복자에 대한 책임에 대한 민법 조문이다. “점유자의 책임 있는 사유로 인하여”라는 표현은 선의점유자의 경우에는 귀책사유를 불문하고 ‘점유자의 행위로 인하여’라는 의미로 해석하여야 한다.

## 조문
제202조 (점유자의 회복자에 대한 책임) 점유물이 점유자의 책임 있는 사유로 인하여 멸실 또는 훼손한 때에는 악의의 점유자는 그 손해의 전부를 배상하여야 하며 선의의 점유자는 이익이 현존하는 한도에서 배상하여야 한다. 소유의 의사가 없는 점유자는 선의인 경우에도 손해의 전부를 배상하여야 한다.

예를 들어. 갑돌이가 자신의 소유라고 생각한 시계가 있었습니다. 하지만 실제로 그 시계는 을돌이 것이었죠. 갑돌이가 자신의 것이라고 생각하고 그 시계를 사용하던 중 잘못으로 그 시계를 망가뜨렸습니다. 이와 같은 경우 설령 을돌이가 나중에 자신의 소유 시계라는 것을 알고 돌려달라고 이야기하였더라도 갑돌이는 자신의 것으로 알고 사용하던 중에 시계를 망가뜨린 것이기 때문에 현재 망가진 상태의 시계를 돌려주면 될 것입니다.
하지만 만일 갑돌이가 그 시계의 주인이 을돌이라는 것을 알고 있는 상황이었거나 또는 그 시계가 자기의 것이 아니라는 것을 잘 알면서도 잠시 사용할 수 있다고 생각하고 사용하던 중에 그 시계를 잘못으로 망가뜨렸다면 갑돌이로서는 그 시계의 파손으로 생긴 책임을 모두 져야하겠지요.

## 판례
- 점유권침해로 인한 손해배상이란 물건의 점유를 계속하는 것에 의하여 얻는 이익 기타 점유의 효과로서 인정되는 이익을 기준으로 하여야 하고 이와 달리 본권으로부터 나오는 이익 즉, 물건의 교환가치, 수리비, 사용료, 영업상의 수익을 기준으로 할 것이 아니다[2].

## 같이 보기
- 불법행위
- 손해배상